# Capederces hauseri
Capederces hauseri là một loài bọ cánh cứng trong họ Cerambycidae.